# Pieniny

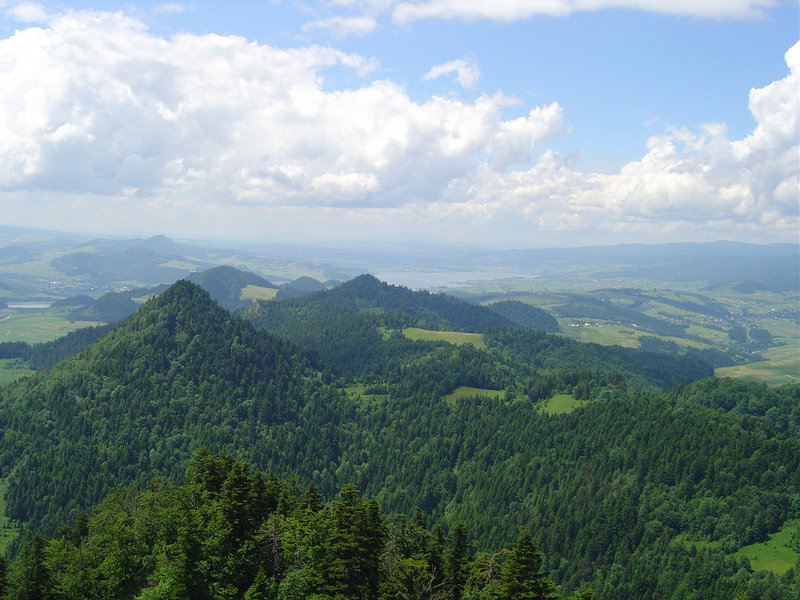
Vista dei Pieniny dalla vetta Trzy Korony

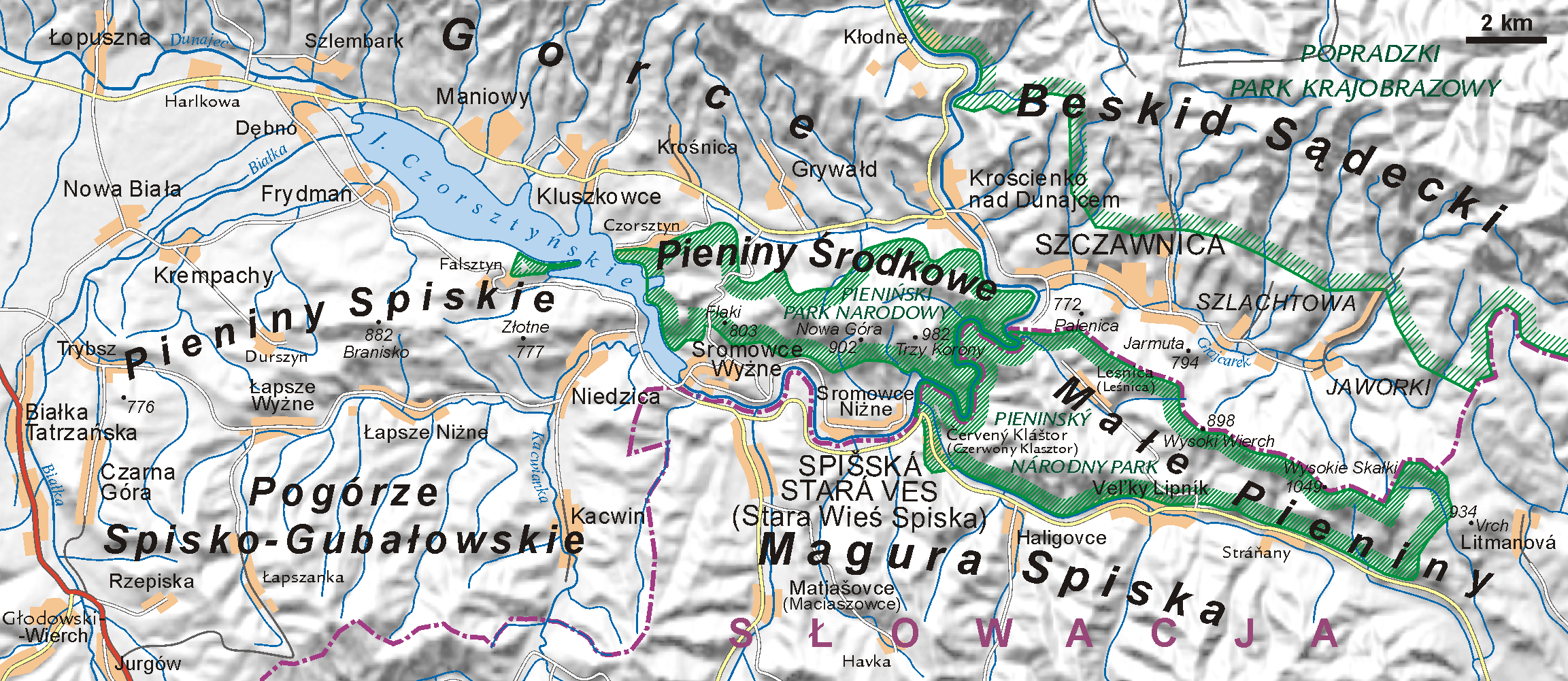
Mappa dei Pieniny con l'indicazione dei parchi nazionali in Polonia e Slovacchia

I Monti Pieniny sono una catena montuosa situata nel sud della Polonia e nel nord della Slovacchia. La catena è parte della catena dei Beschidi.
I monti Pieniny sono costituiti principalmente da strati di calcare e dolomia. La vetta più famosa, Trzy Korony (Tre Corone), è alta 982 metri. È anche la vetta del Massiccio delle Tre Corone. La vetta più alta dei Pieniny – Wysoka (polacco); Vysoké Skalky (slovacco) – raggiunge i 1.050 metri sul livello del mare.
I monti Pieniny si sono formati sul fondale marino in diverse epoche geologiche. Furono piegati e sollevati nel Cretaceo superiore. All'inizio del periodo geologico del Paleogene si verificò una seconda ondata di movimenti tettonici che provocò un ulteriore spostamento. La terza ondata di movimenti durante il Paleogene e il Neogene diede origine a una struttura tettonica più complessa. Nello stesso tempo l'erosione provocò l'asportazione delle rocce del mantello esterno e un'ulteriore modellazione del terreno. Le vette vennero formate da rocce del giurassico, principalmente calcaree. Le valli e i passi sono stati creati da rocce più morbide e più soggette all'erosione risalenti al Cretaceo e al Paleogene. Le grotte sono poche e piuttosto piccole. Al contrario, fiumi e torrenti sono spesso profondamente incisi nella roccia, creando circa 15 burroni e gole. Le gole più famose dei monti Pieniny sono la gola del fiume Dunajec nel Parco nazionale Pieniny e il burrone di Homole. Le colline lungo il confine settentrionale dei Pieniny sono di origine vulcanica.

## Galleria d'immagini

Panorami di Pieniny
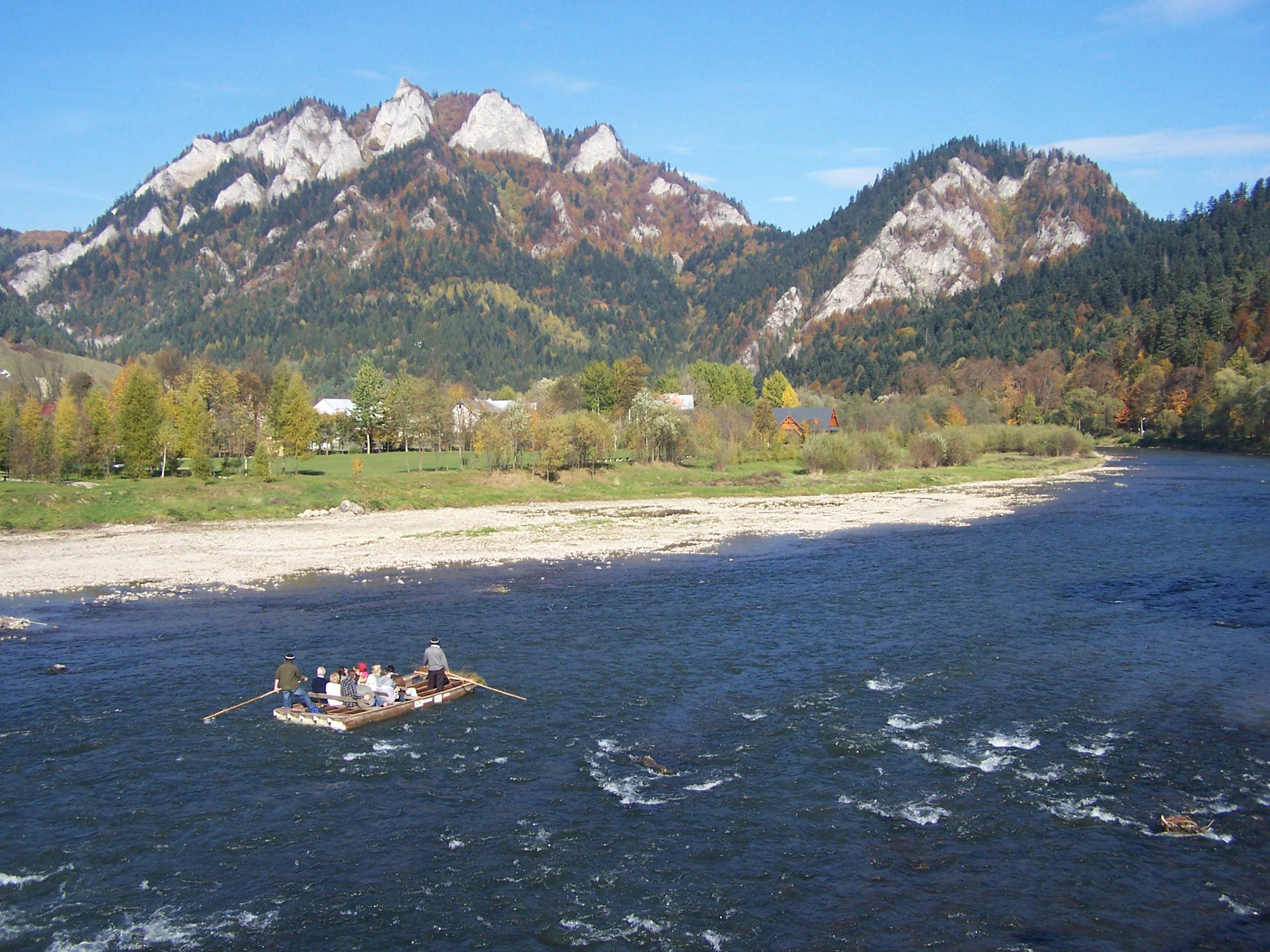
Trzy Korony e monte Facimiech
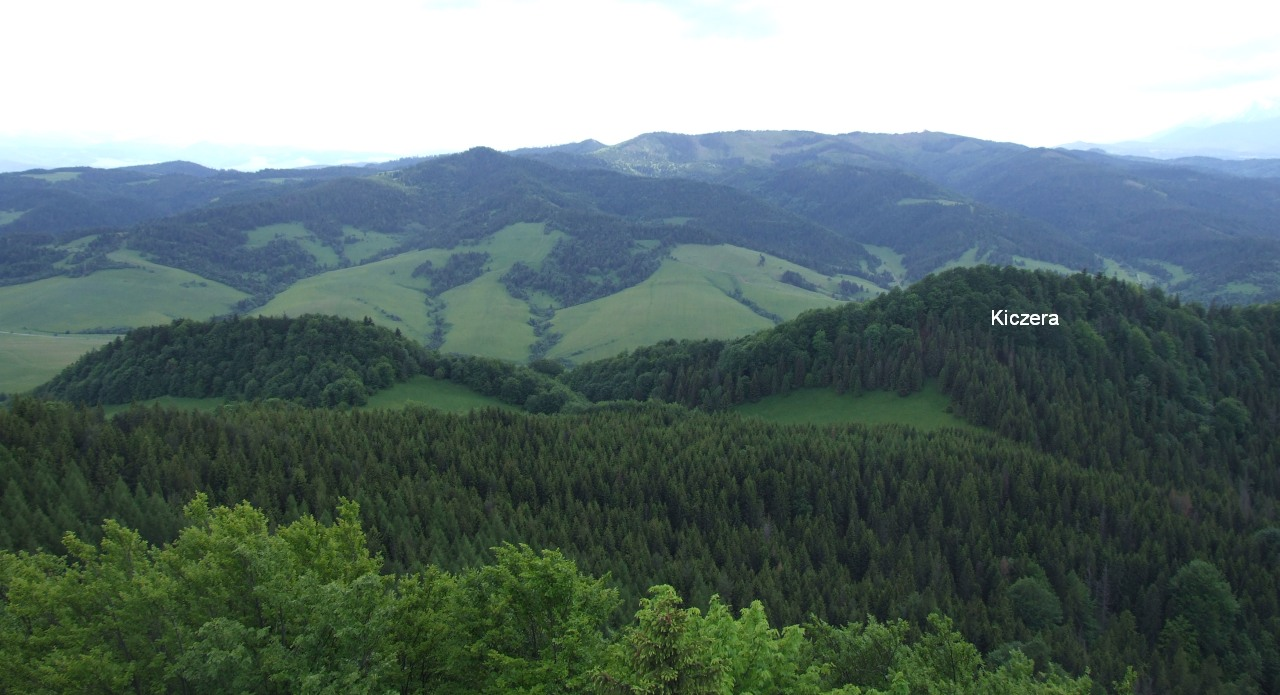
Kiczera e Magura Spiska. Vista da Wysokie Skały
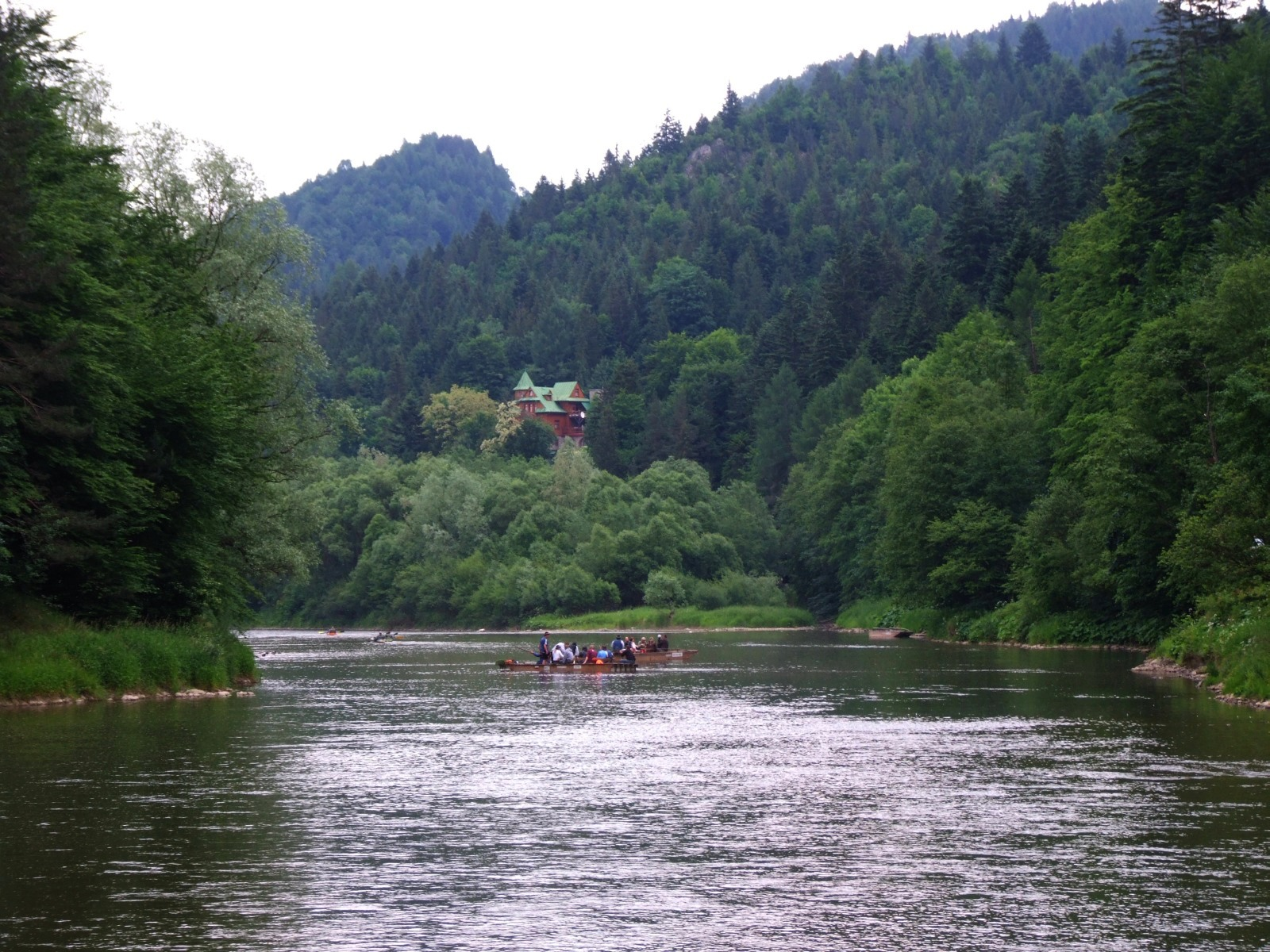
Fiume Dunajec
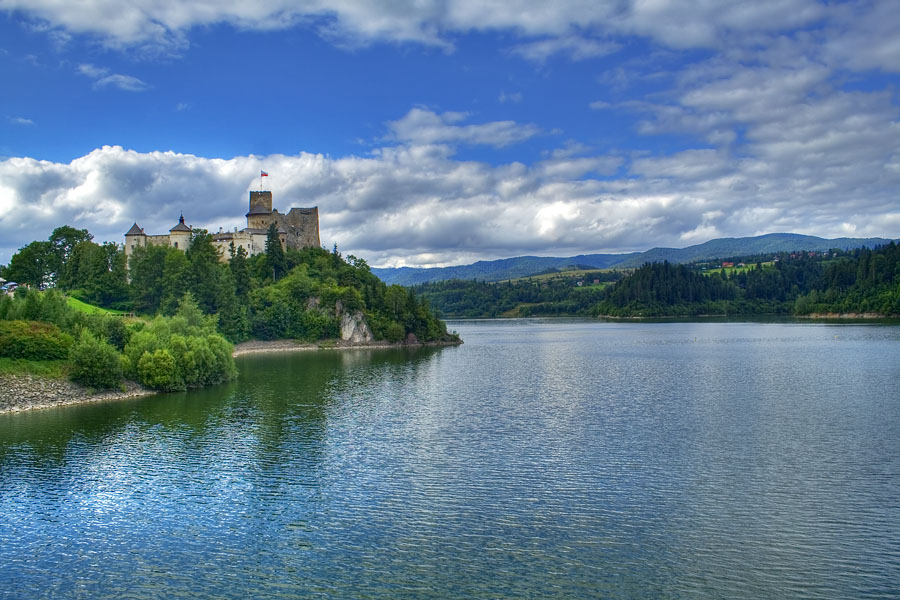
Castello di Niedzica e lago Czorsztyn